# Edificio Meyer-Kiser
Edificio Meyer-Kiser (en inglés: Meyer-Kiser Building) es un edificio histórico ubicado en Miami, Florida.  Edificio Meyer-Kiser se encuentra inscrito  en el Registro Nacional de Lugares Históricos desde el 4 de enero de 1989. Forma parte del Downtown Miami MRA. 

## Ubicación
Edificio Meyer-Kiser se encuentra dentro del condado de Miami-Dade en las coordenadas 25°46′30″N 80°11′29″O / 25.775, -80.191389.